# Първи учебен авиополк
Първи учебен авиополк (1 уап) е бивше военно формирование на Военновъздушните сили на българската армия.

## История
Създаден е на 13 октомври 1967 г. с министерска заповед № 002185 и е базиран в Каменец. Част от личния състав и авиационна техника на полка е от първи учебен авиополк в Каменец. Полкът се състои от три авиоескадрили, съставени от самолети L-29. Само след месец първа и втора ескадрили се преместват на летището в Щръклево. От 1969 г. към полка е сформирана и четвърта авиоескадрила, която е базирана на летището в Долна Митрополия. Само две години по-късно 3-на и 4-та ескадрили са извадени от полка и с тях е формиран трети учебен авиополк в Долна Митрополия. От февруари 1991 г. първа ескадрила на полка е превъоръжена с 16 самолета L-39ZA. През 1993 г. самолетите са върнати на полка в Каменец, откъдето идват преди това. На 12 септември 1994 г. от полка се образува единадесета учебна авиобаза.

## Командири
Званията са към датата на заемане на длъжността:
- полк. Николай КИРИЛОВ Иванов (1967 – 1974 г.)
- подп. Благой Щилянов (1974 – 1977 г.)
- подп. Ангел Петров Митев (1977 – 1980 г.)
- подп. Стефан Йоцев Димитров (1980 – 1984 г.)
- подп. Иван Колев Иванов (1984 – 1988 г.)
- подп. Стоил Методиев Духалов (1988 – 1990 г.)
- полк. Петко Петров Ковачев (1990 – 1998 г.) – до 1994 г. е командир на полка, а след това на авиобазата